# ダヴィド・ロスチスラヴィチ
ダヴィド・ロスチスラヴィチ（ロシア語: Давыд Ростиславич、1140年 - 1197年4月23日）は、キエフ大公ロスチスラフ1世の四男である。スモレンスク公（在位：1180年 - 1197年）など。

## 生涯
ダヴィドは1140年、スモレンスクで生まれた。父のロスチスラフは当時スモレンスク公だったが、1154年にキエフ大公としてキエフに赴くことになったとき、ダヴィドは父によってノヴゴロド公国に派遣された。翌年ノヴゴロドの人々によって追い出されたが、1157年に兄弟のスヴャトスラフと共に、再びノヴゴロドに現れた。そして親戚であるポロツク公ログヴォロドへの遠征を行った。しかし1160年、ノヴゴロドの人々の要求に従った兄弟のスヴャトスラフによって、スモレンスクに送られることになり、再びノヴゴロドを離れた。その後1165年にヴィテプスク公位に就いたが、ポロツクから追放されたフセスラフに公位を譲った。
1167年、キエフ大公にムスチスラフ2世が就いた際に、ヴィシゴロドを受領した。しかし1169年、キエフでの会談においてポロヴェツ族への遠征参加を拒否し、ムスチスラフとの間に軋轢が生じた。1170年、ムスチスラフはダヴィドを攻撃したが、ダヴィドはヴィシゴロドに立てこもり、攻撃を凌ぐと、逆にムスチスラフの甥等がいたミハイロフを焼き討ちした。
1171年、ダヴィドはキエフ大公にウラジーミル3世を着任させることに、積極的に介入した。1172年には、キエフ大公にアンドレイの送り込んだミハイル1世が就いた。ダヴィドはこれに不遜な態度を示し、1173年にアンドレイの大規模な軍勢による攻撃を受けることになった。とはいえ、ヴィシゴロドでの9週間の包囲戦は、ダヴィドの勝利に終わった。
1175年、ノヴゴロド・セヴェルスキー公オレグと共に、チェルニゴフ周域でポロヴェツ族と戦い、敗北した。『イーゴリ軍記』には、このダヴィド（と兄弟のリューリク）の行軍についての言及がある。また、チェルニゴフ公スヴャトスラフは、敗北の原因をダヴィドとみなし、所領の没収を求めた。ダヴィドはしばらくベルゴロドに逗留した後、1180年に兄弟のロマンの死によって、スモレンスク公位を継いだ。
ダヴィドのスモレンスク公国統治は、1180年より17年間に及んだが、継続的にスモレンスクの民会(ru)との闘争が続き、再三にわたって暴動が起きた。また、頻繁にポロツク公国等の近隣公国との戦争があった。例えば1181年のドルツクへの遠征、1184年のポロツクへの遠征などである。
1185年、ノヴゴロド・セヴェルスキー公イーゴリがポロヴェツ族に敗れた後、ペレヤスラヴリ付近へ侵入してきたポロヴェツ族に対する援軍要請に応じ、軍を率いてドニエプル川右岸のトリポリエに陣を張った。しかし、この後ダヴィドの率いるスモレンスク軍は行動を起こさなかった。これは一般的に、研究者によって、ダヴィドの背信行為によるものと解釈されている。また、このときスヴャトスラフとリューリクの軍は、コンチャークの率いるポロヴェツ族に包囲されたペレヤスラヴリの背後を迂回し、ドニエプル川の南（右岸）へと強行突破したが、ダヴィドはスモレンスクに帰還した。
ダヴィドは1186年にポロツクを攻めた。1190年にはチェルニゴフ公スヴャトスラフと戦った。1196年にもチェルニゴフ公ヤロスラフが所領のヴィテプスクに侵攻したため、迎撃軍を派遣したが敗北した（ルーシ内戦 (1195年 - 1196年)）。また、ダヴィドははじめはキエフ大公フセヴォロド3世の支持者であったが、軍を送るよう要請を受けた際に、フセヴォロドの手中の駒にすぎないことを悟った。フセヴォロドから独立するための遠征の準備を始めたが、その最中に死去した。1197年4月23日のことだった。

## 子女
- ムスチスラフ（ボリス[注 1]、1163/8年 - 1189年） - ノヴゴロド公（1184年 - 1187年）、ヴィシゴロド公（1187年 - 1189年）。
- イジャスラフ（1164/70年 - 1185年以降）
- ウラジーミル（1170年代 - 1187年以降） - ヴィシゴロド公
- コンスタンティン（1184/92年 - 1219年） - フォミンスク公(ru)、ベレズースク公(ru)の創設者。
- ムスチスラフ（フョードル、1193年 - 1230年） - スモレンスク公（1219年 - 1230年）。
- 娘 - リャザン公グレプと結婚。
- 娘 - ヴィテプスク公ヴァシリコと結婚。